# Mohammed Abdou
Mohammed Abdu nebo Mohammed Abdo (* 12. června 1949 Jizan) (arabsky محمد عبده عثمان العسيري) je jeden z nejvýznamnějších zpěváků na Arabském poloostrově. Své skladby nahrává v nahrávacím studiu Rotana.

## Život
Mohammed Abdu vyrůstal v chudé rodině a v šesti letech jako sirotek. Svou kariéru začal v šedesátých letech a o něco později začal zpívat v rádiu v programu Baba Abbas. Nadání Mohammeda si všiml známý Saúdský Arabský básník Taher Zmkhcri. Poté, co se vrátil z koncertů zpátky do Arábie se setkal s mnoha básníky a hudebníky jako je Tarek Abdel-Hakim. Před začátkem televizního vysíláni v roce 1967 došlo ke spolupráci s tehdejším korunním princem Saúdské Arábie Abdullahem Al Faisalem. V sedmdesátých letech slavil mnoho úspěchů v divadlech v radě zemí jako např. Kuvajt, Katar, SAE. Po mnoha úspěchů začal spolupracovat s kuvajtským básníkem Fail Abdul Jalil a skladatelem Josephem Muhannem. V roce 1976 cestoval po Jemenu a v městě San'á zpíval před Jemenským publikem. Byl na vrcholku slávy. Mezi roky 1989 až 1997 nebyl viděn nikde na koncertech hned z několika důvodů. Složil nad 200 skladeb.